# 盧卡希夫卡 (布利茲紐基區)
48°46′26″N 36°29′47″E / 48.77389°N 36.49639°E
盧卡希夫卡（烏克蘭語：Лукашівка）是位於烏克蘭東部的村莊，由哈爾科夫州洛佐瓦區的布利茲紐基市鎮負責管轄。該村始建於1911年，面積1.32平方公里，海拔高度179米，2001年人口558，人口密度每平方公里422.7人。